# Гуляй-Борисовка
Гуля́й-Бори́совка — хутор в Зерноградском районе Ростовской области России. Административный центр Гуляй-Борисовского сельского поселения.

## География
Хутор располагается на юге Ростовской области, в основном на левом берегу реки Эльбузд (приток Кагальника). Гуляй-Борисовка расположена в 25 км к югу от райцентра (Зерноград), и в 78 км к юго-юго-востоку от облцентра (Ростов-на-Дону).

## Уличная сеть
В хуторе имеется 31 улица и переулок:
| - пер. 50 лет ВЛКСМ, - пер. 50 лет Победы, - ул. 60 лет СССР, - пер. 8-го Марта, - ул. А. Головенко, - пер. Безымянный, - ул. Виноградная, - пер. Виноградный, | - пер. Восточный, - пер. Горького, - ул. Есенина, - пер. Западный, - ул. Заречная, - ул. Зелёная, - пер. Кировский, - ул. Красноармейская, | - ул. Ленина, - пер. Лермонтова, - пер. Маяковского, - ул. Молодёжная, - ул. Набережная, - ул. Николаенко, - пер. О. Трохниной, - пер. Пушкина, | - ул. Большая Садовая, - пер. Садовый, - пер. Северный, - ул. Советская, - пер. Специалистов, - пер. Степной, - ул. Школьная. |

## История
В 1858 году сотник Борис Иванович Поздеев перевёз 250 душ крестьян на берег реки Большой Эльбузд. Первая часть названия произошла от имени основателя. Вторую часть названия объясняет легенда:
Борис Поздеев был щедрым хозяином. Каждую осень, когда собирали урожай, барин созывал всех крестьян на большую поляну дубовой рощи, выкатывал бочонок вина и говорил: «Гуляй, Борисовка!»
В 2008 году Гуляй-Борисовка отметила 150-летний юбилей.
Из ЭСБЕ
О Гуляй-Борисовке есть статья в ЭСБЕ (начало XX века):

Гуляй-Борисовка — слобода Черкасского округа Области Войска Донского, при реке Большой Эльбузде, в 88 верстах от Новочеркасска. Жителей 3956, дворов 503. Церковно-приходская школа.

## Население
| 1901 | 2010  |
| ---- | ----- |
| 3956 | ↘2335 |

### Известные люди
- Стаценко, Василий Ефимович — Герой Советского Союза.
- Борис Алексеевич Зинченко — председатель колхоза им. Ленина, Герой Социалистического Труда.